# Правительство Малайзии
Правительство Малайзии в настоящее время состоит из 10 министров. Малайзия представляет собой Федерацию из 13 штатов, действующих в рамках конституционной монархии под Вестминстерской парламентской системы и относится к категории представительной демократии.
Федеральное правительство принимает принцип разделения властей в соответствии со статьей 127 Федеральной Конституции и состоит из трех ветвей: исполнительной, законодательной и судебной власти. Правительства штатов в Малайзии также имеют свои соответствующие органы исполнительной и законодательной власти. Судебная система в Малайзии — федерализованная[уточнить].

## Федеральное правительство
Правительство расположено в Путраджае. Её возглавляет премьер-министр Малайзии, который также известен как глава правительства.

### Законодательное собрание
Двухпалатный парламент состоит из нижней палаты, Палаты представителей или Деван Ракьят (буквально «палата народа») и верхней палаты, Сената или Деван Негара (буквально «Камерная нации»). Все семьдесят членов Сената сидят на трехлетний срок (до двух условий); двадцать шесть избираются тринадцатью государственными собраниями, и сорок четыре назначаются королем по рекомендации премьер-министра. 222 члена Деван Ракьят избираются от одномандатных округов на основе всеобщего избирательного права.

### Исполнительная власть
Исполнительная власть принадлежит кабинету министров во главе с премьер-министром; малайзийская конституция предусматривает, что премьер-министр должен быть членом нижней палаты парламента.

### Судебная система
Высшей судебной инстанцией в судебной системе является федеральный суд, затем апелляционный суд и два высших судов, один на малаккском полуострове, и одна на Востоке Малайзии. Нижестоящие суды в каждой из этих юрисдикций включают учебные суды, Магистратские суды и суды для детей. Малайзия также имеет специальный суд по рассмотрению дел, возбужденных с участием в процессе членов султанских семей.

## Глава правительства
Премьер-министр Малайзии (Малайский: Пердана главного министра Малайзии) - это глава правительства (исполнительной[что?]) из[что?] Малайзии. Он официально назначается Янг ди-Пертуан Агонгом, главой государства.

## Правительства Штатов
В Штатах есть правительства и законодательные собрания.

## Органы местного самоуправления
Имеются местные органы самоуправления
В отличие от федерального правительства и правительств Штатов, местные органы власти в Малайзии не избираются, а назначается правительством штата после 1965 года.

## Военные, полиция и другие государственные органы
Войска подчиняются правительству.

## Правовая система
В Малайзии есть суды.

## Выборы
Выборы в Малайзии существуют на двух уровнях: национальном уровне, так и уровне штатов.